# Elektronowy wskaźnik strojenia

Oko magiczne EM11

Elektronowy wskaźnik strojenia (magiczne oko) – próżniowa lampa elektronowa, której zadaniem jest sygnalizowanie poziomu napięcia. Stosowana była  jako wskaźnik wysterowania w radioodbiornikach i wzmacniaczach oraz wskaźnik równowagi w mostkach pomiarowych.

## Budowa i zasada działania
Podstawą jej konstrukcji jest ekran pokryty luminoforem, świecący podczas bombardowania go elektronami emitowanymi z katody. Pomiędzy katodą a ekranem jest umieszczona jedna lub kilka elektrod sterujących kształtem wiązki elektronów. Zazwyczaj lampy ze wskaźnikami tego typu zawierały dodatkową lampę sterującą, najczęściej triodę, zintegrowaną w jednej bańce i wewnętrznie połączoną z elektrodą (elektrodami) sterującą (wskaźnikiem bez zintegrowanej lampy sterującej była np. amerykańska lampa 6AF6). Taką konstrukcję posiada zarówno należąca do najstarszych lampa AM1 jak i nowsza konstrukcyjnie EM84. Istniały też wskaźniki tak skonstruowane, aby triodę sterującą dało się wykorzystać jako wzmacniacz – taką lampą była AM2.
Wykorzystanie zintegrowanej triody jako wzmacniacza powodowało problemy. Rozwiązaniem było użycie pentody jako lampy sterującej. W takim układzie elektroda sterująca wskaźnikiem podpięta jest do siatki drugiej pentody sterującej, a wyjście wzmacniacza jest normalne – z anody. Rozdzielenie obwodu sterującego i wyjściowego polepszało efekty pracy lampy, zarówno jako wskaźnika i jako wzmacniacza. Zostało to też podkreślone odpowiednią nazwą lamp - np. EFM1.

## Historia
Pierwsze wskaźniki typu oko magiczne pojawiły się w czerwcu 1935 (model 6E5 firmy RCA). Model ten w górnej części bańki miał umieszczony we wnętrzu stożkowy ekran. Ekran ten oglądany od strony szczytu lampy miał kształt pierścienia, na którym widoczne były zielone segmenty ciemniejsze lub jaśniejsze o wymiarze i kształcie zależnym od napięcia doprowadzonego do elektrody sterującej lampy. Zmieniając to napięcie można sterować rozwarciem ciemnego wycinka.

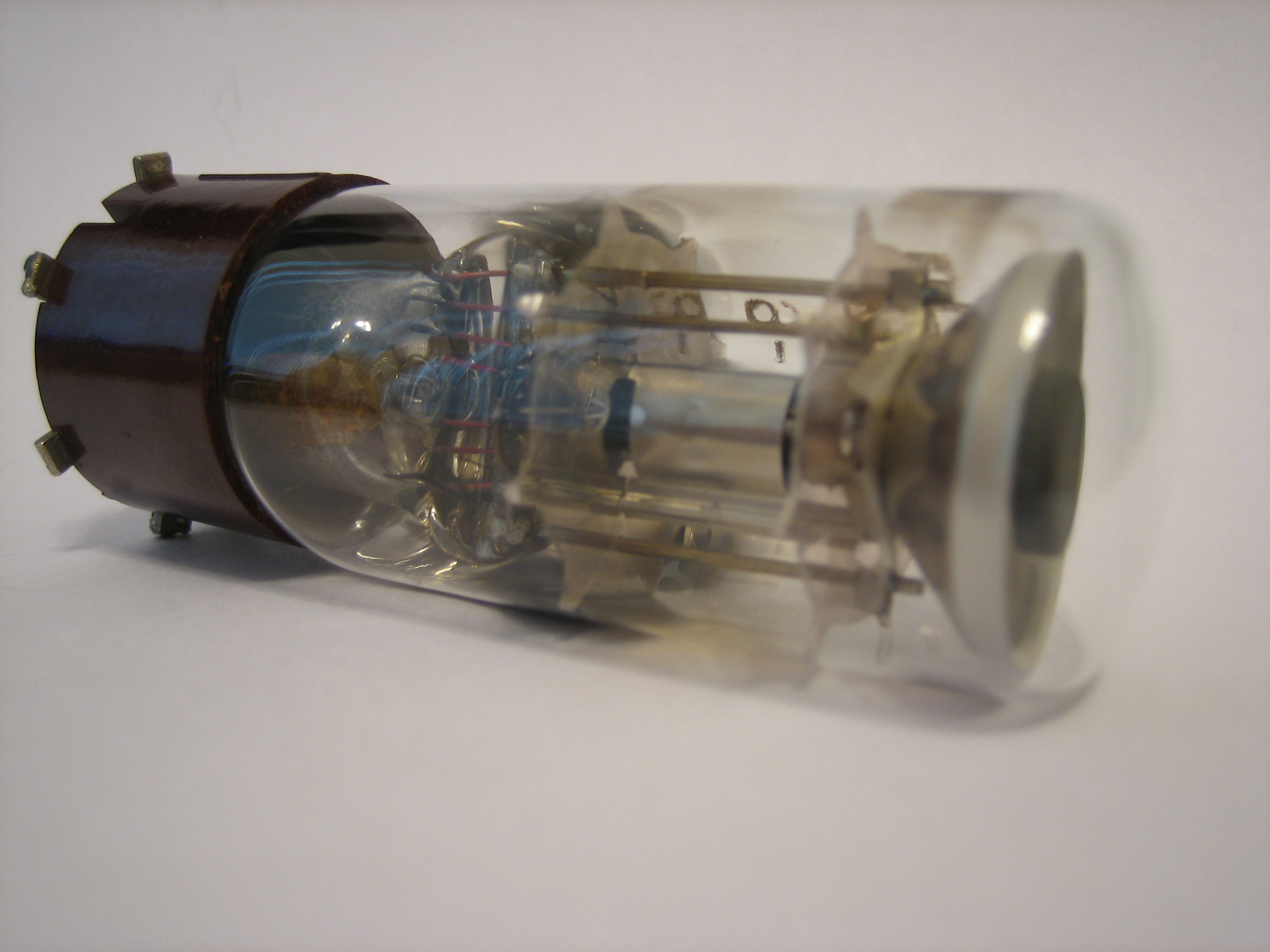
Widok lampy EM4

Niektóre rozwiązania magicznych oczek miały dwa różne wskazania dla sygnałów o różnych poziomach, różnej czułości każde. Przykładem jest lampa EM4, spotykana w polskich radioodbiornikach z lat 50. XX wieku. Kolejny etap rozwoju konstrukcji tych lamp to rozwiązanie z ekranem przeznaczonym do oglądania z boku lampy, mającym kształt półkokręgu. Na takim ekranie widoczny jest trójkątny wycinek ciemniejszy lub jaśniejszy, o kącie rozwarcia proporcjonalnym do napięcia sterującego doprowadzonego do lampy. Typowy przykład takiego rozwiązania to lampa EM80. Magiczne oczka tego typu pojawiły się w połowie lat 50 XX w. W radioodbiornikach przenośnych (lampowych, ale zasilanych z baterii) stosowano opracowane na początku lat 50. miniaturowe lampy typu DM70 z oczkiem w kształcie wykrzyknika (w Polsce wykorzystywano je w odbiornikach „Szarotka”).

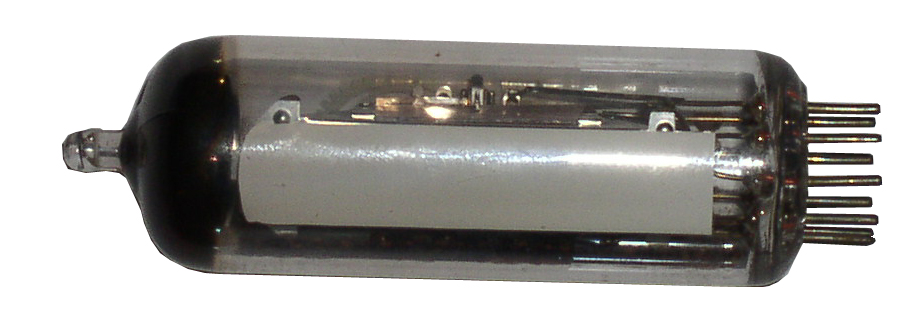
Widok lampy EM84...

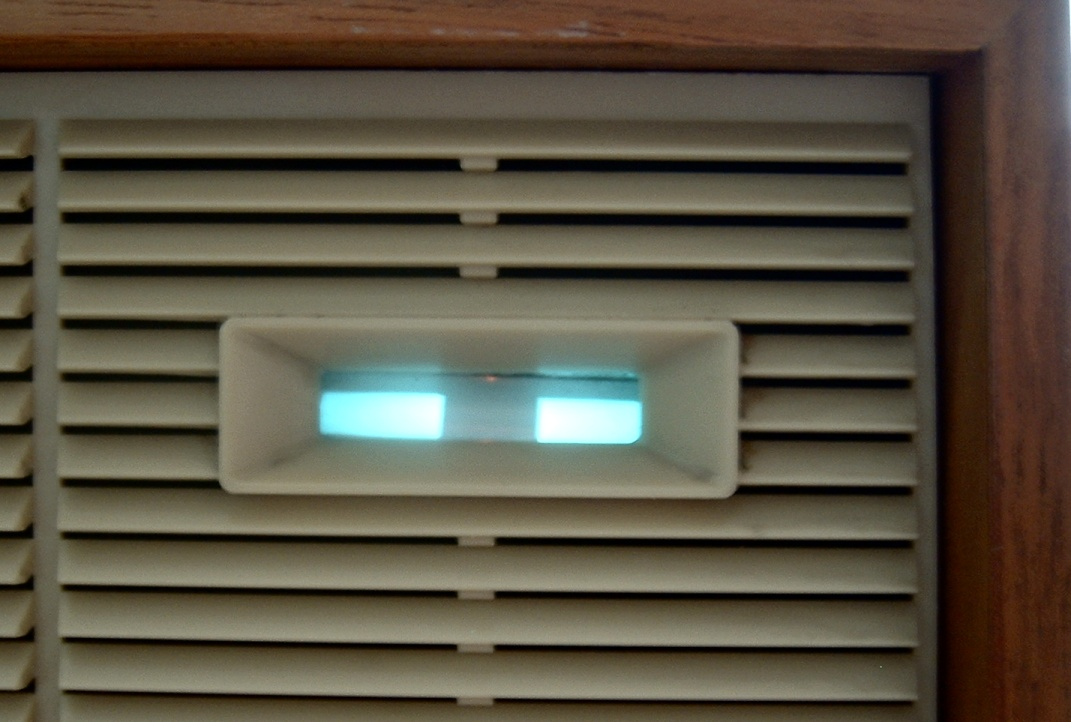
...i świecący wskaźnik z EM84

Najnowsze rozwiązania to lampy z luminoforem napylonym na jej szklanej bańce. Ekran świecił dwoma paskami (np. w lampie EM84), odległość pomiędzy nimi była zależna od napięcia doprowadzonego do elektrody sterującej; inne rozwiązanie (np. lampa EM800) świeciło jednym paskiem, którego wysokość była zależna od napięcia sterującego. Kolor poświaty tych modeli lamp był nieco inny: niebieskozielony, nieco bliższy niebieskiemu niż w starszych modelach lamp świecących na zielono. Lampy tego rodzaju pojawiły się na przełomie lat 50. i 60. XX w.
Powstały także jeszcze inne, mniej popularne, wykonania wskaźników strojenia. Pod koniec ery odbiorników lampowych pojawiły się lampy o podwójnych ekranach, przeznaczone do wskazywania wysterowania wzmacniaczy stereofonicznych (EMM801). Inne typy posiadały jeden segment do wskazywania poziomu sygnału, a drugi, mniejszy – do sygnalizacji obecności „sygnału pilota” 19 kHz występującego podczas emisji stereo (EMM803).

## Oznaczenia
W europejskim systemie oznaczeń lamp elektronowym wskaźnikom strojenia  odpowiada litera M.